# Seitschwert
Das Seitschwert (von italienisch Spada da Lato), oftmals auch gleichgesetzt mit dem Reitschwert, ist ein aus Italien stammendes schlankes einhändiges Schwert, das eine Zwischenform in der Entwicklung vom mittelalterlichen Schwert hin zum stichoptimierten Rapier bildet. Es entwickelte sich in der zweiten Hälfte des 15. Jahrhunderts und erlebte um 1490 eine Blütezeit. Zahlreiche Abbildungen zeigen die Waffe des Seefahrers Christoph Kolumbus, welche er bei seiner Expedition im Jahre 1492 den Ureinwohnern auf der Insel Guanahani präsentierte (welchen stählerne Waffen zuvor völlig unbekannt waren), als Seitschwert.
Im militärischen Gebrauch hielt sich das durch seine Hiebfähigkeit nützlichere Seitschwert (bzw. hier oft als Reitschwert oder auch Feldrapier bezeichnet) lange parallel neben dem Rapier, das primär eine Zivilwaffe darstellte.
Das Seitschwert zeichnet sich durch eine vergleichsweise schlanke Klinge und ein im Vergleich zu mittelalterlichen Schwert komplexeres Parier aus. Normalerweise finden sich hier neben der obligatorischen Kreuzstange verschiedene Kombinationen von Zusatzelementen wie Fingerringen, Parierringen, Klingenbügeln und Faustbügeln. Im Vergleich zu den späteren Rapieren sind die Gefäße aber noch deutlich weniger vollständig. Auch die Klinge ist noch nicht so lang, schmal und stichoptimiert wie beim Rapier. Eine Seitschwertklinge ist scharf geschliffen und noch gut für den Hieb geeignet.
Beiwaffen sind die auch vom Rapierfechten bekannte Accessoires. So wurde vor allem der Parierdolch, aber auch Buckler, Targe, Rotella und Mantel eingesetzt.
Äußerst selten wurde auch mit zwei Seitschwertern – eines in jeder Hand – gefochten. Prägende Fechtmeister bezüglich des Seitschwertes waren vor allem Achille Marozzo (Opera Nova, 1536) und Antonio Manciolino (1531). Das vom Straßburger Freifechter Joachim Meyer beschriebene Fechtsystem, von ihm selbst als „Rappir“ bezeichnet, kann ebenfalls noch als Seitschwert eingeordnet werden.